# La Copine de mon meilleur ami (bande originale)
My Best Friend's Girl - Originale Motion Picture Soundtrack distribué par Lionsgate, est la bande originale de la comédie américaine, La Copine de mon meilleur ami, réalisé par Howard Deutch en 2008. Le compositeur John Debney, qui a écrit la partition musicale du film, n'apparait que dans la dernière chanson de cet album.

## Liste des titres
| 1.    | Do Me                            | Jean Knight    | 2:51 |
| 2.    | You're No Good                   | Linda Ronstadt | 3:43 |
| 3.    | My Best Friend's Girl            | The Cars       | 3:46 |
| 4.    | Love Is Like Oxygen              | Sweet          | 6:52 |
| 5.    | 99 Luftballons (99 Red Balloons) | Nena           | 3:54 |
| 6.    | Crimson and Clover               | Tommy James    | 3:28 |
| 7.    | At Last                          | Etta James     | 3:02 |
| 8.    | Have a Little Faith in Me        | John Hiatt     | 4:03 |
| 9.    | Save Some                        | Glacier Hiking | 3:08 |
| 10.   | Blue                             | Malbec         | 3:36 |
| 11.   | Always Where I Need To Be        | The Kooks      | 2:42 |
| 12.   | Pop That Pussy                   | 2 Live Crew    | 4:20 |
| 13.   | Separate Ways                    | Teddy Thompson | 5:38 |
| 14.   | Best Friends Again / I Love You  | John Debney    | 2:40 |
| 53:33 |                                  |                |      |

## Musiques additionnelles
- Outre les titres présents, sur l'album, on entend aussi durant le film les morceaux suivants [1] :
  - I Hate to Say Goodbye
    - Écrit par Freddie "LeRoy" Steagall et Al Cantu
    - Avec l'aimable autorisation de Freddie "LeRoy" Steagall

  - Rockit to the Stars
    - Écrit par Adam Beltran, Rick Garcia et Evan Langford
    - Interprété par Lady Diamond et R.G. Tilthouse

  - The Bubble Club
    - Écrit par Adam Beltran, Rick Garcia et Michael Sean O'Neal
    - Interprété par Michael Sean O'Neal

  - Movin' On
    - Écrit par Adam Beltran et Rick Garcia
    - Interprété par R.G. Tilthouse

  - Tell Me You Will
    - Écrit par Leslie Mills et Chris Pelcer
    - Interprété par Leslie Mills

  - Woof Yer Dead
    - Écrit par iZLER (as Fil Eisler)
    - Interprété par iZLER
    - Avec l'aimable autorisation de Fil Eisler & Own Brand Records

  - Tender Trap (Love Is the)
    - Écrit par Sammy Cahn et Jimmy Van Heusen[2]
    - Interprété par Steven Maglio
    - Avec l'aimable autorisation de Steven Maglio, Inc.

  - Ethnic / Folk-Irish Jigged
    - Écrit et interprété par Didier Rachou
    - Avec l'aimable autorisation de Manhattan Production Music

  - South of the Border
    - Écrit par Larry Hochman
    - Avec l'aimable autorisation d'APM Music

  - Mexican Village
    - Écrit par David Farnon
    - Avec l'aimable autorisation d'APM Music

  - I Got a Habit
    - Écrit et interprété par Will Hoge
    - Avec l'aimable autorisation de Combustion / Will Hoge Music

  - Hard 'n Fard
    - Écrit et interprété par Tan, Kentis, Palmer et Morrison
    - Texte écrit et interprété par David Feldstein
    - Avec l'aimable autorisation de Jeff Cardoni

  - Silver Lining
    - Écrit par Miles Kurosky
    - Interprété par Beulah
    - Avec l'aimable autorisation de Velocette Records

  - Going to the Beach
    - Écrit et interprété par Jeff Cardoni
    - Avec l'aimable autorisation de Jeff Cardoni

  - Danny Boy
    - Écrit par Weatherly et Samuel
    - Interprété par Mariachi Fantasia
    - Avec l'aimable autorisation de Boston Entertainment Company - Ross Cigna

  - Cocktail Hour
    - Écrit et interprété par Jeffrey Alan
    - Avec l'aimable autorisation de Manhattan Production Music

  - Hot Rod
    - Écrit par Edward Christian
    - Interprété par Mark Weigle
    - Avec l'aimable autorisation de Marc Ferrari / Mastersource

  - Rafe
    - Écrit par Bill Leeb, Leigh Nash et Roy Salmond
    - Interprété par Fauxiliage
    - Avec l'aimable autorisation de Nettwerk Productions

  - Don't Let Go
    - Écrit par Charles F. Calhoun[3]
    - Interprété par Dorothy Moore
    - Avec l'aimable autorisation de Malaco Records
    - Par arrangement avec Position Music

  - Isle of Capri
    - Musique de Will Grosz[4]
    - Textes de Jimmy Kennedy
    - Interprété par Roma Band
    - Avec l'aimable autorisation de Richard Bamberg
    - Avec l'aimable autorisation d'Extreme Music

  - Sweet 'n Low
    - Écrit et interprété par Erwin Lehn
    - Avec l'aimable autorisation d'Extreme Music

  - Sunday in Bed
    - Écrit et interprété par Stephan Sechi
    - Avec l'aimable autorisation de Crucial Music Corporation

  - A Different Tune
    - Écrit par Chris Maddin, Edwin Stephens et Drew Pierce
    - Interprété par Blowing Trees
    - Avec l'aimable autorisation de Glassnote Records

  - Slip Away
    - Écrit par Dow Brain, Rich Cronin, et Bradley Young
    - Interprété par Rich Cronin
    - Avec l'aimable autorisation de Crucial Music Corporation

  - Unchained Melody
    - Écrit par Alex North et Hy Zaret
    - Interprété par Maurice Jarre
    - Avec l'aimable autorisation de Paramount Pictures

  - Don't Do Me Like That
    - Écrit par Tom Petty
    - Interprété par Tom Petty & The Heartbreakers
    - Avec l'aimable autorisation de Geffen Records
    - Sous licence d'Universal Music Enterprises

  - Mercy
    - Écrit par Duffy[5] et Steve Booker
    - Interprété par Duffy
    - Avec l'aimable autorisation de The Island Def Jam Music Group
    - Sous licence d'Universal Music Enterprises

  - The Man Comes Around
    - Écrit et interprété par Johnny Cash[6]
    - Avec l'aimable autorisation d'American Recordings, Inc. et The Island Def Jam Music Group
    - Sous licence d'Universal Music Enterprises

  - Set 'em Up Joe
    - Écrit et interprété par Werner Tautz
    - Avec l'aimable autorisation d'Extreme Music

  - In the Bag
    - Écrit et interprété par Erwin Lehn
    - Avec l'aimable autorisation d'Extreme Music

  - Hava Nagila
    - Interprété par Beantown Swing Orchestra
    - Avec l'aimable autorisation de Frank Hsieh

  - A Memorable Trip
    - Écrit et interprété par Moody Rivers
    - Avec l'aimable autorisation de FirstCom Music

  - Ancient Pyramid
    - Écrit par George Philip Thornton
    - Interprété par Hossam Ramzy et Phil Thornton
    - Avec l'aimable autorisation d'Opus 1 Music

  - Swing Opus
    - Écrit et interprété par Matt Catingub
    - Avec l'aimable autorisation de FirstCom Music

  - Sing, Sing, Sing
    - Écrit par Louis Prima
    - Interprété par Beantown Swing Orchestra
    - Avec l'aimable autorisation de Frank Hsieh

  - My Best Friend's Girl
    - Écrit par Ric Ocasek
    - Interprété par Karaoke Classics
    - Avec l'aimable autorisation de Licensemusic.com ApS

  - Hallelujah Chorus
    - Écrit par Georg Friedrich Haendel
    - Interprété par The Royal Philharmonic Orchestra
    - Avec l'aimable autorisation d'Extreme Music